# Splanchnonema britzelmayrianum
Splanchnonema britzelmayrianum är en svampart som tillhör divisionen sporsäcksvampar, och som först beskrevs av Rehm, och fick sitt nu gällande namn av Jean R. Boise. Splanchnonema britzelmayrianum ingår i släktet Splanchnonema, och familjen Pleomassariaceae. Arten är reproducerande i Sverige.